# Соловйова Жаннета Георгіївна
Жаннета Георгіївна Соловйова (26 квітня 1941, м. Фастів, Україна) — радянська та українська художниця-керамістка, членкиня національної спілки художників України, Заслужена художниця України.

## Біографія
Народилася 26 квітня 1941 року в місті Фастів, Київської області.
1958—1963 роки — пройшла навчання у Харківському художньому училищі.
з 1963—1968 роки — навчалася у Вищому художньо-промисловому училищі (Б. Строгановське), м. Москва. Художній керівник В. О. Ватагін.
1971 р. — членкиня спілки художників СРСР.
1972—1977 роки — викладала в Харківському художньо-промисловому інституті.
з 1991 року — членкиня спілки художників України.
Живе і працює в м Харків.
Роботи знаходяться в колекціях Державного природознавчого музею Українського образотворчого мистецтва (Київ), Харківського художнього музею, Харківській міській художній галереї, в приватних колекціях в Україні та за кордоном.

## Колективні виставки
З 1968 року брала участь у понад 40 республіканських, всесоюзних і міжнародних виставках.

## Персональні виставки
Персональні виставки: 1988, 1991, 1993, 1996, 2001, 2003, — м. Харків,
1996 — «Хроніка Арта» (Київ)
2002 — «200 імен» (Київ)
2005 — «Bii = Adi» муніципальна галерея

## Визначні роботи
- станція метро «Пушкінська» (м. Харків)
- оформлення інтер'єрів Палацу одружень (м. Харків)
- декоративні панно в кінотеатрі «Україна» (м. Харків)
- декоративні панно в залах ХНАТОБу (м. Харків)
- дитячі садки та інші громадські місця

## Почесні звання та нагороди
- 2000 — лауреатка муніципальної премії (м. Харків)
- 2006 — Заслужена художниця України[2]
- 2021 — стипендіатка президента України[8]